# بلاطة أساسية مفرغة

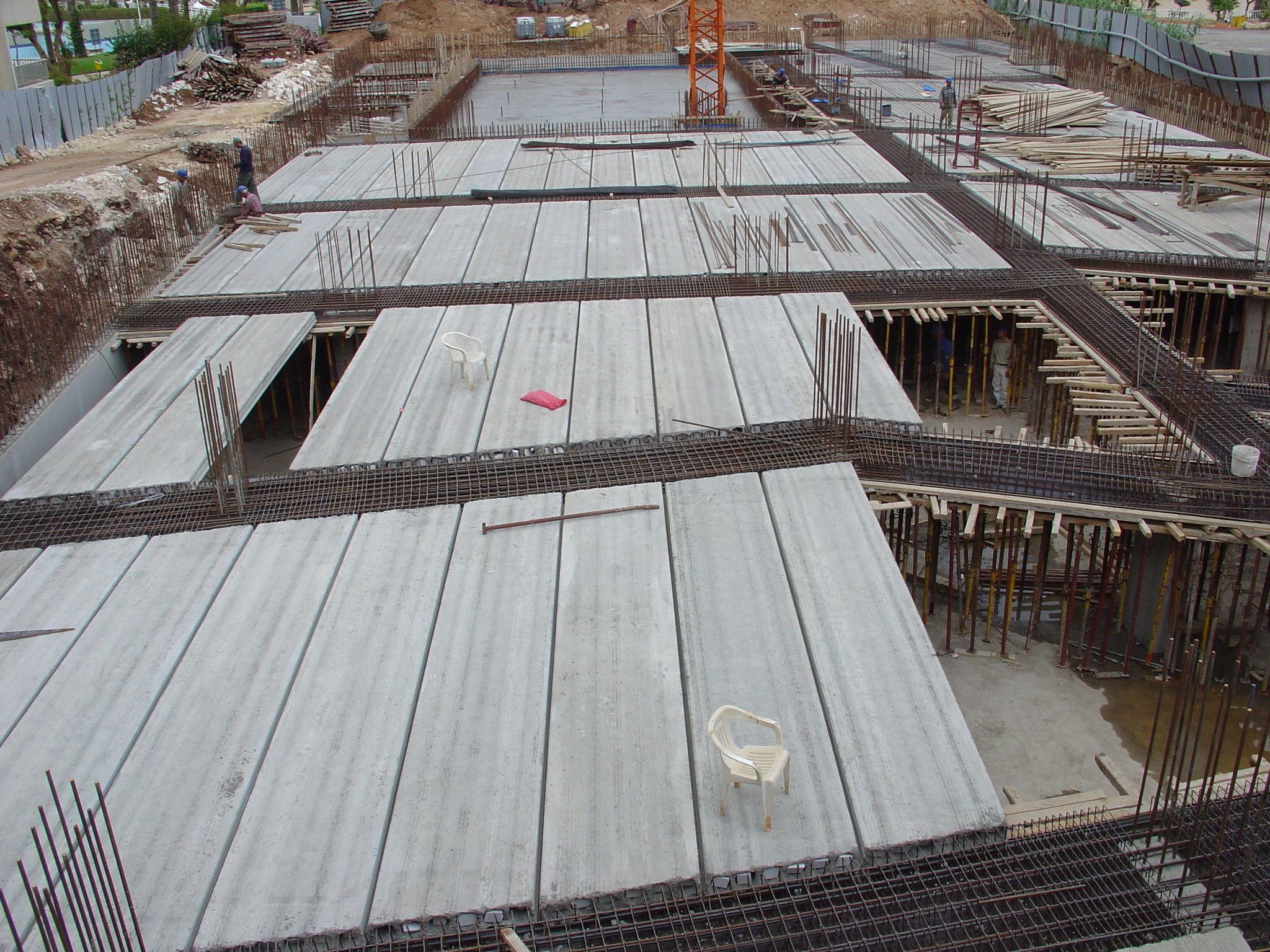
بلاطة أساسية مفرغة

البلاطة الأساسية المفرغة (بالإنجليزية: hollow core slab)‏، والمعروفة أيضًا باسم البلاطة الباطلة، الألواح الأساسية المفرغة أو الألواح الخرسانية هي بلاطة من خرسانة مسبقة الإجهاد تُستخدم عادةً في بناء الأرضيات في المباني السكنية متعددة الطوابق. حصلت هذه الألواح علي شعبية خاصة في البلدان التي كان فيها تركيز بناء المنازل على الخرسانة سابقة الصب كدول شمال أوروبا والدول الاشتراكية السابقة في أوروبا الشرقية.

## التاريخ
ترتبط شعبية الخرسانة سابقة الصب بالمناطق التي يقل فيها عامل الزلازل أو في حالة إرادة بناء منشآت الأكثر اقتصادا بسبب تكنولوجيا التجميع السريع للبناء، وانخفاض الوزن الذاتي (أقل المواد)، وما إلى ذلك. تُعرف العناصر المفرغة سابقة الصب أيضًا باسم نظم الأرضية أو السقف الأكثر استدامة، كما أنها أصغر بصمة CO2 حتى ألواح CLT.

## التكوين
تحتوي البلاطة الخرسانية الجاهزة على فراغات أنبوبية تمدد على الطول الكامل للبلاطة، وعادة ما يبلغ قطرها 2/ 3-3 / 4 من البلاطة. هذا يجعل البلاطة أخف بكثير من لوح الأرضية الخرساني الصلب الهائل ذو سمك أو قوة متساوية. يعد انخفاض الوزن مهمًا لأنه يقلل من تكاليف النقل وكذلك تكاليف المواد (الملموسة). يبلغ عرض الألواح عادة 120 سم مع سمك قياسي يتراوح عادة بين 15 سم و 50 سم أو سمك البلاطة. يوفر تعزيز حبل أسلاك الفولاذ المقاومة للحظة الانحناء من الأحمال.
عادة ما يتم إنتاج ألواح من الخرسانة سابقة الإجهاد بأطوال تصل إلى 200 متر. وتنطوي العملية على بثق الخرسانة الرطبة إلى جانب حبل السلك الفولاذي المجهد من قالب متحرك. ثم يتم قطع البلاطة المستمرة بواسطة منشار دائري ماسي كبير، وفقًا للطول (والعرض) المطلوب على المخطط. يوفر إنتاج المصنع المزايا الواضحة المتمثلة في تقليل الوقت والعمل والتدريب. ينتج نظام تصنيع آخر ألواح أرضية مفرغة من الخرسانة المسلحة (غير مسبوقة الإجهاد). هذه مصنوعة على خطوط الإنتاج الدائري، مباشرة إلى الطول الدقيق، وكمنتج الأسهم. طول يقتصر على حوالي 7-8 متر. خاصة في بلجيكا، تستخدم هذه الطريقة على نطاق واسع في الإسكان الخاص .
للوفاء بالمعايير الحديثة (كلاً من الفراغ والبلاطة الضخمة) العازلة للصوت، يجب تغطية الأرضية بغطاء أرضي ناعم قادر على تثبيت صوت خطى القدم أو تثبيت ذراع تسوية عائم. ويمكن وضع شريط من المطاط أسفل ألواح الأرضية كبديل.
يمكن تشكيل الألواح المجوفة والعناصر الجدارية بدون سلك فولاذي مسبق الإجهاد عن طريق البثق. عادةً يتراوح حجم هذه العناصر من 600 إلى 2400 مم ، وسماكة من 150 إلى 500 ملم، ويمكن تسليمها بأطوال تصل إلى 24 مترًا. يمكن استخدام فراغات النواة المفرغة كقناة للتركيبات ، مثل التكييف والكهرباء . يمكن طلاء الجزء الداخلي من القلب من أجل استخدامه كقناة تهوية.

## الجسور
تستخدم الألواح المجوفة أيضًا في بناء الجسور. في كثير من الحالات، يتم تشكيل البلاطة في الموقع.

## وصلات خارجية
- تصميم البلاطة الأساسية المفرغة- على اليوتيوب.
- مسبقة الصنع / الخرسانية المعهد – والمعلومات عن الموارد وقبل ممثلون الخرسانية
- بعد التوتير المعهد - المعهد التقني الدولي المخصصة لمرحلة ما بعد التوتر ملموسا تمثل المجتمع المحلي من المهنيين والمؤسسات التجارية
- قبل ممثلون الكندية / الخرسانية المعهد – الموارد والمعلومات قبل ممثلون عن والخرسانية، ومعظمهم من المعلومات التقنية حول الخرسانية مسبقة الصنع في كندا